# Josh Huestis
Josh Huestis (Webster, 19 de dezembro de 1991) é um jogador de basquetebol profissional norte-americano que atualmente joga pelo Oklahoma City Thunder na NBA.
Foi selecionado pelo Oklahoma City Thunder na primeira rodada do Draft da NBA de 2014 como a 29ª escolha geral.

## Estatísticas na NBA

### Temporada regular
| Ano      | Equipe        | PJ | PT | MPJ  | AP   | 3P   | LL   | RT  | AS | BR | TO | PPJ |
| -------- | ------------- | -- | -- | ---- | ---- | ---- | ---- | --- | -- | -- | -- | --- |
| 2015–16  | Oklahoma City | 5  | 0  | 11.0 | .417 | .667 | .000 | 2.0 | .0 | .2 | .4 | 2.8 |
| Carreira |               | 5  | 0  | 11.0 | .417 | .667 | .000 | 2.0 | .0 | .2 | .4 | 2.8 |

### Playoffs
| Ano      | Equipe        | PJ | PT | MPJ | AP   | 3P   | LL   | RT  | AS | BR | TO | PPJ |
| -------- | ------------- | -- | -- | --- | ---- | ---- | ---- | --- | -- | -- | -- | --- |
| 2016     | Oklahoma City | 2  | 0  | 5.0 | .333 | .500 | .000 | 1.5 | .0 | .0 | .0 | 1.5 |
| Carreira |               | 2  | 0  | 5.0 | .333 | .500 | .000 | 1.5 | .0 | .0 | .0 | 1.5 |